# گل‌جمال قادین
گلجمال قادین (ترکی عثمانی: کل جمال قادین؛ حدود ۱۸۲۶ – ۱۵ دسامبر ۱۸۵۱) ملکه همسر عبدالمجید یکم سلطان عثمانی و مادر محمد پنجم بود.